# Franck Jurietti
Franck Jurietti (født 30. marts 1975 i Valence, Frankrig) er en tidligere fransk fodboldspiller, der spillede som forsvarsspiller. Han har tidligere spillet for Olympique Lyon, FC Gueugnon, SC Bastia, AS Monaco, Olympique Marseille samt Bordeaux.
Jurietti var i 2009 med til at sikre Girondins Bordeaux klubbens sjette franske mesterskab.

## Landshold
Jurietti står (pr. februar 2010) noteret for en enkelt kamp for Frankrigs landshold, som faldt den 12. oktober 2005 i et opgør mod Cypern.

## Titler
Ligue 1
- 2009 med Girondins Bordeaux